# Alistair Brownlee
Alistair Brownlee (n. 23 aprilie 1988, Dewsbury, Anglia, Regatul Unit) este un triatlonist ce a reprezentat Regatul Unit al Marii Britanii și al Irlandei de Nord, medaliat olimpic. A participat la 3 ediții ale Jocurilor Olimpice (2008, 2012, 2016) în care a câștigat o medalie de aur.